# هگزامتیلن‌تترامین
الکل جامد از بهترین مواد برای روشن کردن آتش است که بی خطر می‌باشد، خوب می‌سوزد، دود نمی‌کند و با دوام نیز می‌باشد.
قرص الکل جامد را می‌توان به عنوان سوخت در جبهه یا مناطق کوهستانی استفاده کرد. دو روش برای تهیه الکل جامد موجود است که تفاوت آنها در آن است که در اولی واکنش تحت خلاء انجام می‌گیرد ولی در دومی واکنش بدون خلاء انجام می‌شود. این محصول در پلاستیک سازی، مواد منفجره، قارچ‌کش، جلوگیری از خوردگی، داروسازی، ضدچروک شدن منسوجات و ضدباکتری بکار می‌رود.
الکل جامد در ۱۳۰ درجه سانتیگراد گداخته می‌شود.
نام شیمیایی آن متیل هگزامین است.